# Gustave Henri Bonati
Marcel Georges Charles Petitmengin fue un farmacéutico, botánico, pteridólogo, y explorador francés (21 de noviembre de 1873, Estrasburgo-2 de febrero de 1927, Lure ). Era hijo de un farmacéutico de Alto Saona. En 1928 se doctoró en la Facultad de Nancy.
Fue colaborador de Flora de Indochina. Isaac B. Balfour (1853-1922), de la Universidad de Edimburgo le confía el estudio de dos géneros exóticos, y que publica en 1922: New Species of the Genera Pterospermum and Pedicularis.
Falleció a consecuencia de una epidemia de gripe, en 1927.

## Honores
Fue elegido miembro de la Sociedad Botánica de Francia.

### Epónimos
En su honor se nombró al género de la familia Rubiaceae: Bonatia Schltr. & K.Krause 1908 (Bot. Jahrb. Syst. xl. Beibl. 92, 44)
Especies
- 6 bonatianum
- 20 bonatii
- 25 bonatiana
- La abreviatura «Bonati» se emplea para indicar a Gustave Henri Bonati como autoridad en la descripción y clasificación científica de los vegetales.[2]